# 長沢正夫
長沢 正夫（ながさわ まさお、1911年（明治44年）3月25日 - 2004年（平成16年）5月3日）は日本の実業家。元野村證券投資信託委託会長・野村證券専務。

## 略歴
大阪府に生まれる。1935年（昭和10年）に法政大学経済学部を卒業し、野村證券に入社する。1948年（昭和23年）に同社営業第一部長、1949年（昭和24年）に同社引受部長、1952年（昭和27年）に同社取締役、1959年（昭和34年）に同社常務、1962年（昭和37年）に同社専務を経て、1968年（昭和43年）に野村證券投資信託委託社長に就任する。1973年（昭和48年）に同社会長に就任し、1975年（昭和50年）に証券投資信託協会会長を務める。2004年、死去。

## 参考
- 『この財界事件は何を教えているか』三鬼陽之助（第一企画出版、1987）
- 『現代物故者事典2003-2005』（日外アソシエーツ、2006）